# 潘樂
潘樂（508年—555年），字相貴，广宁郡石门县（今山西省晋中市寿阳县）人，南北朝北魏、東魏及北齊官員。

## 生平
潘樂的父親潘永有技藝封廣宗男，他因而襲爵。潘樂剛出生時，他的母親左肩上站了一隻鳥，占卜的人認為這是富貴的徵兆，故命名為名「相貴」，後來才將「相貴」改為他的字。長大後，潘樂個性寬厚而有膽色，曾跟從葛榮受封京兆王，當時他十九歲。葛榮敗亡以後，他成為爾朱榮部下別將，討伐元顥有功獲封敷城縣男。
高歡出牧晉州，潘樂出任鎮城都將，陪同高歡在廣阿打敗爾朱兆，進爵廣宗縣伯，後來累積軍功拜授東雍州刺史。當時高歡曾建議廢除東雍州，他就解釋東雍地帶山河和胡蜀相連，不宜廢除，於是作罷。高歡在河陰大敗宇文泰後想乘勝追擊，於是命想追擊者站在西邊，不願者站東邊；結果只有潘樂和劉豐站在西邊，高歡考慮眾人意見後取消行動，並改封潘樂為金門郡公。高洋執政後，他鎮守河陽，擊破西魏將領楊檦等人；魏孝靜帝以懷州刺史平鑒築城深入敵境，打算放棄，唯他指出軹關位處要害，必須防固。於是潘樂修理城池，添置士兵將領，不久還鎮河陽，獲拜授司空。
北齊建立，潘樂負責奉上璽綬，並封河東郡王、遷任司徒。宇文泰東至崤山，遣派行臺侯莫陳崇自齊子嶺攻打軹關；儀同楊檦則從鼓鐘道出建州，令他陷入孤境。潘樂召集各士兵防禦，他自己連夜趕到長子，派遣儀同韓永興從建州西邊靠近侯莫陳崇，於是侯莫陳崇離去。侯景叛變，潘樂出任南道大都督討伐，自石鱉南行百多里到南梁涇州。其時侯景改涇州為懷州，潘樂攻佔後復名涇州，之後又攻克安州。其後他擔任瀛州刺史，仍巡行淮漢。天保六年（555年），他在懸瓠去世，朝廷追贈假黃鉞、太師、大司馬、尚書令。皇建元年十一月庚申（560年12月15日），齐孝昭帝高演诏令将潘乐等三人合祭于齐文宣帝高洋的宗庙之中。

## 家庭

### 子女
- 潘子晃，北齐驸马都尉、幽州道行台右仆射、幽州刺史、河东郡王

## 延伸阅读
[在维基数据编辑]
 《北齊書·卷15》，出自李百药《北齊書》
 《北史·卷053》，出自李延壽《北史》